# Шу-Сін
Шу-Сін або Шу-Суен — цар Ура, Шумеру й Аккада. Його правління припадало приблизно на другу половину XXI століття до н. е.. Відповідно до «Царського списку», він був сином Амар-Сіна, а на думку низки істориків — його молодшим братом. На користь останньої версії свідчать деякі літературні тексти, зокрема знаменита «Любовна пісня царя Шу-Сіна».

## Правління
Шу-Сін, як і його попередники, вів безперервні війни (на заході та сході). Так, на 3-му році правління Шу-Сін розгромив Шіманум, забрав у полон місцевих жителів і поселив їх як державних працівників на околицях Ніппура. А на 7-му році підкорив місто-державу Запшалі, розташовану, імовірно, на прикордонній хуррито-еламській території. Для зміцнення своїх позицій на сході, в Еламі, Шу-Сін видав свою дочку (сестру Іббі-Сіна) заміж за енсі Аншана. 2031 року до н. е. до Ура прибув посланець царя Гірнамме. Та подія стала відправною датою для створення хронології Еламського царства Сімашкі.
Окрім того, Шу-Сін переймався будівництвом храмів: на 6-му році його правління було встановлено стелу на честь Енліля та його божественної дружини Нінліль. В останній рік його царювання було завершено будівництво «будинку бога Шара» в Уммі. Прагнучи знайти підтримку у богів і пропагуючи традиційні вірування, покликані об'єднати корінне населення країни навколо монарха, Шу-Сін, як і його попередники, був обожнений за життя. У різних містах Шумеру (Ур, Ешнунна, Адаб, Лагаш тощо) збереглись храми на честь царя-бога Шу-Сіна.
За часів правління Шу-Сіна почастішали напади західносемітських кочівників, амореїв, на прикордонні землі його царства. Щоб захиститись від них, Шу-Сіну доводилося з більшою поспішністю, ніж його попередникам, будувати оборонні стіни навколо міст. На 4-му році свого правління Шу-Сін наказав побудувати загороджувальну стіну в районі середньої течії Євфрату. Та стіна, що простягнулась на 26 беру (приблизно 200 км) уздовж краю «гіпсової» пустелі від Євфрату до Тигру, отримала назву «та, що віддаляє діданум». Діданум або дуднум — назва одного з аморейських скотарських племен. На 5-му році свого правління  Шу-Сін спорудив укріплення навколо якогось, не ідентифікованого міста Марту, розташованого у західній частині його держави. За Шу-Сіна були укріплені стіни Ура й Урука.
Одним з могутніх чиновників, щось на кшталт великого візира, за часів Шу-Сіна був «великий посланець» (суккальмах) Вараді-Нанна (Ереду-Нанна або ж Урду-Нанна). Батько Вараді-Нанни Ур-Шульпае теж свого часу був суккальмахом. Вараді-Нанна був одночасно енсі Лагаш а й енсі низки міст Загросу, включаючи Хамазі й Карахар, енсі Сабума та країни гутіїв, а також правителем цілої низки прикордонних фортець, включаючи Урбіллум (Ербіль), тобто він фактично командував усім східним фронтом царства Ур від річки Нижній Заб до Перської затоки. Все це наочно показує, яку велику увагу приділяв Шу-Сін своїм східним і північно-східним кордонам.